# Necrópole Megalítica do Planalto de Castro Laboreiro
A Necrópole Megalítica do Planalto de Castro Laboreiro ou Conjunto megalítico e de arte rupestre do Planalto de Castro Laboreiro localiza-se na freguesia de Castro Laboreiro e Lamas de Mouro, município de Melgaço, distrito de Viana do Castelo, em Portugal.
Com mais de 60 monumentos funerários megalíticos é considerada a maior necrópole desse período na Península Ibérica e a mais setentrional de Portugal.[carece de fontes?]
Está classificada como Sítio de Interesse Público desde 2013.

## Localização e Características
Localizada nas imediações do Parque Nacional da Peneda-Gerês, em Castro Laboreiro, Melgaço, estendendo-se por mais de 50 km² e a uma altitude superior a 1100 metros, sendo possível encontrar cerca de 90 monumentos megalíticos, 36 dos quais já em território galego, é a maior concentração de monumentos megalíticos da Península Ibérica e uma das maiores da Europa. Cerca de 25% desses monumentos encontram-se isolados no planalto, sendo dominantes na paisagem natural e baldia, e os restantes encontram-se aglomerados, perto de ribeiras ou afluentes do rio Laboreiro. A maioria das mamoas, alinhamentos, dólmens ou antas, construídas em granito, datam desde o quinto e o quarto milénio a.C., existindo pelo menos uma mamoa no Alto da Portela do Pau que é posterior a esse período, tendo sido erigida no terceiro milénio a.C.. Em alguns monumentos funerários existem ainda preservadas algumas pinturas e gravuras rupestres que se enquadram no período do início da Era do Bronze.

## Intervenções Arqueológicas
Em 1978 foi realizada a primeira prospecção arqueológica no local pela Unidade de Arqueologia da Universidade do Minho. Posteriormente durante a década de 1990, foram realizadas várias intervenções pela Parque Nacional da Peneda-Gerês e a Sociedade Portuguesa de Antropologia e Etnologia, nomeadamente no lugar do Alto da Portela do Pau em 1992 e em 1994.

## Classificação Patrimonial
Em 2013 o conjunto megalítico do planalto de Castro Laboreiro foi classificado como Sítio de Interesse Público (SIP).

## Trilho Megalítico do Planalto de Castro Laboreiro
De modo a valorizar o património cultural e histórico da região minhota, através de novos empreendimentos e infraestruturas de apoio ao turismo rural, de natureza, desporto e lazer, foi criado o Trilho Megalítico do Planalto de Castro Laboreiro com 13 km de percurso, tendo como ponto de início a Branda do Rodeiro e de fim o lugar de Outeiro do Ferro.

## Monumentos
Alto da Mansão do Guerreiro
O núcleo megalítico do Alto da Mansão do Guerreiro é constituído por nove mamoas funerárias, encontrando-se todas em boas condições de conservação e bastante visíveis entre a paisagem natural devido à sua imponência.
Alto do Buscal
Menores na sua dimensão, no Alto do Buscal, os inúmeros monumentos megalíticos encontram-se espalhados e escondidos por todo o território. Devido à erosão natural e à presença humana, que não soube respeitar ou valorizar as edificações ancestrais num tempo em que a importância destes monumentos não era do conhecimento comum, muitos dos sepulcros encontram-se danificados ou partidos.
Lamas do Rego
As seis mamoas de Lamas do Rego localizam-se nas imediações do caminho florestal. Bem conservadas, a Mamoa 1 e Mamoa 2 deste grupo possuem cerca de 18 metros de diâmetro.
Alto da Portela do Pau
Alvo de vários projectos de investigação, o Alto da Portela do Pau é o único núcleo megalítico de toda a necrópole do Planalto de Castro Laboreiro que foi profundamente estudado por várias equipas de arqueólogos. Os monumentos que mais se destacam neste local são a Mota Grande, sendo esta a maior mamoa do planalto, o Menir do Alto da Portela do Pau, que se encontra tombado em território galego, a Mamoa 2, sem laje de cobertura mas densamente decorada com motivos que cobrem quase toda a área interior útil dos esteios, e a Mamoa 5, que foi exposta pelas equipas de arqueólogos e também possuiu gravuras rupestres, essencialmente com motivos geométricos, sendo ainda possível constatar a sua câmara simples, aberta e de planta poligonal com 2,35 e 2,40 metros de altura.